# Élections régionales italiennes de 2018
Les élections régionales italiennes de 2018 se sont déroulées durant l'année et ont permis le renouvellement des conseils régionaux et de leurs présidents dans 7 régions.

## Résultats
| Région                  | Élection   | Président sortant       | Parti | Parti | Coal. | Coal. | Président élu        | Parti | Parti | Coal. | Coal. |
| ----------------------- | ---------- | ----------------------- | ----- | ----- | ----- | ----- | -------------------- | ----- | ----- | ----- | ----- |
| Lombardie               | 4 mars     | Roberto Maroni          |       | LN    |       | CDX   | Attilio Fontana      |       | LN    |       | CDX   |
| Latium                  | 4 mars     | Nicola Zingaretti       |       | PD    |       | CSX   | Nicola Zingaretti    |       | PD    |       | CSX   |
| Molise                  | 22 avril   | Paolo Di Laura Frattura |       | PD    |       | CSX   | Donato Toma          |       | FI    |       | CDX   |
| Frioul-Vénétie Julienne | 29 avril   | Debora Serracchiani     |       | PD    |       | CSX   | Massimiliano Fedriga |       | LN    |       | CDX   |
| Vallée d'Aoste          | 20 mai     | Laurent Viérin          |       | UVP   |       | CSX   | Nicoletta Spelgatti  |       | LN    |       | N/A   |
| Trentin                 | 21 octobre | Ugo Rossi               |       | PATT  |       | CSX   | Maurizio Fugatti     |       | LN    |       | CDX   |
| Tyrol du Sud            | 21 octobre | Arno Kompatscher        |       | SVP   |       | CSX   | Arno Kompatscher     |       | SVP   |       | CDX   |